# Supaplex
Supaplex este un joc video creat de Michael Stopp și Philip Jespersen, doi studenți elvețieni, și dat publicului de Digital Integration în 1991. Este o clonă mai extinsă a jocului Boulder Dash.

## Istorie
Conceput ca o versiune  Boulder Dash, care ar putea potrivi pe o dischetă, designeri au avut un timp greu pentru această abordare, în scopul de a crea o grafică mai bună. (Versiunea originală Amiga Supaplex a trebuit pentru a se potrivi pe un disc floppy standard de 880kB și de care avea nevoie pentru a rula pe un standard de 512KB Amiga ca originalul A500 sau A2000 În fapt:. Versiunea Amiga nu au putut fi copiate pe hardrive pentru ca copia de protecție și de formatul său disc personalizat.)
Jocul vine cu 111 nivele, deși mai multe seturi neoficiale  au fost puse în care cresc foarte mult acest număr.Jocul a fost lansat pentru Amiga și MS-DOS. (Doi tipi de la regiune la Londra a început să programeze o versiune completă pentru Atari ST, dar niciodată nu a fost lansat, din cauza sprijinului grafic limitat.)
Datorită programare hardware dependent, versiunea PC a Supaplex a fugit de două ori la fel de repede ca PC-uri a devenit mai rapid. Herman Perk dezasamblat joc, depanat și re-asamblate-l din nou.Rezultatul a devenit cunoscut sub numele de' SpeedFix. Caracteristici suplimentare De asemenea, au fost adăugate fără a schimba jocul în sine.
Dezvoltatorii jocului au declarat software-ul gratuit.

## Jocul
Deși nivelurile trebuie să fie jucate în ordine, jocul permite până la trei niveluri pentru a fi ignorate la un moment dat. Jocul este foarte provocator, dar spre deosebire de multe Boulder Dash legate de jocuri de dificultatea provine de a rezolva puzzle-uri la fiecare nivel, mai degrabă decât de la semi-sensibile de control. Tot spre deosebire de Boulder Dash, Supaplex nu are limite de timp pentru rezolvarea puzzle-urilor.
Cele mai multe obiecte sunt identice in comportament cu cele din original, Boulder Dash. Murphy înlocuiește Rockford, care colectează obiecte numit  Infotrons, care amintesc de reprezentări schematice de atomi, în loc de diamante. În loc de murdărie, nivelurile sunt umplute cu un circuit imprimat pur și simplu, numit de bază în manualul jocului, și nu căptușite cu ziduri de caramida, dar cu Computer chips-uri și alte hardware, și a umplut cu Zonks' în loc de pietre. Inamicii sunt în mișcare foarfece, numită Snik Snaks,' și electroni care seamănă cu stele strălucitoare.
Supaplex introduce o serie de elemente noi, care nu au fost prezente în  Boulder Dash, inclusiv bug-uri', piese de bază ce duc  la întâmplare un pericol viața :descărcarea electrostatică  , Porturi, care limitează mișcarea lui Murphy la anumite direcții, și'terminale, care a pornit galben. ' Discuri de utilități sunt dischete explozive
Supaplex  este primul joc  Boulder Dash-ce nu foloseste in totalitatea o retea de grid : în timp ce terenul de joc este o grila de evident, obiectele nu fac "snap" dintr-o poziție rețea la alta, dar poate fi la jumătatea drumului sau "în" între pozițiile de rețea în timp ce se deplasează sau care se încadrează. Acest comportament a dus la o serie de bug-uri bine-cunoscute, care poate fi transformată în avantajul jucătorului, multe dintre care trebuie să fie exploatate pentru a finaliza un nivel fan-făcute. De exemplu, prin rotirea în jurul valorii de rapid, jucatorul poate provoca un dușman sau rock pentru a "sări" de pe Murphy.
Jocul se aplică, de asemenea, "gravitatia" pe unele niveluri, ceea ce înseamnă că Murphy va cădea spații goale și vor fi în imposibilitatea de a merge înapoi, cu excepția cazului în el urcă prin utilizarea baze. Gravitatia nu este de fapt desemnat - jucător poate observa doar prin proces-și-eroare.

### Alte clone
Doar 100% compatibil cu joc de-clonă este Megaplex de Frank Schindler, pe baza ultimului SpeedFix' de Perk Herman. Deși versiunea originală nu păstrează scoruri, se poate juca de asemenea, niveluri de dimensiuni diferite, de la nivelurile stabilite Supaplex 60x24. Paulo Matoso din Portugalia, a adăugat multe caracteristici noi, inclusiv scoruri în versiunea 1.0 de presă. 
Alte jocuri gen Supaplex, includ titluri cum ar fi WinPlex, Subterra, Igor, Diamond Dash, Rocks'n'Diamonds, New Supaplex, Supaplex 3000  și Legenda lui Myra. Există, de asemenea, o versiune pentru Macintosh, numit Infotron, o versiune pentru dispozitive iOS numit Supaplex si o versiune pentru dispozitive mobile Android numit ! DroidPlex și supaplex Arhivat în 16 august 2011, la Wayback Machine..